# 云物理学
云物理学是研究大气层中云的形成、生长和冷凝的物理过程的分支学科。云按照相态分类，包括由微小液滴组成的水云（暖云），微小冰晶组成的冰云（冷云）或冰晶与水滴混合的云（混合相云）。这些气溶胶存在于对流层，平流层和中间层，它们共同构成均匀层的最大部分。根据Köhler理论，当空气的过饱和度超过临界值时，云滴开始由云凝结核冷凝形成。云凝结核对于云滴形成是必需的，因为开尔文方程描述了由于曲面引起的饱和蒸气压的变化。在小半径处，冷凝发生所需的过饱和度是如此之大，以至于它不会自然发生。拉乌尔定律描述了蒸汽压力如何依赖于溶液中溶质的量。在高浓度下，当云滴小时，所需的过饱和度小于没有云凝结核时的过饱和度。
暖云形成的过程是一种凝结过程。在暖云中，较大的云滴以较高的终点速度下降。因为在给定速度的条件下，在较小液滴上每单位重量液滴受到的凝滞力大于大液滴所受到的凝滞力，即，小液滴加速度小于大液滴加速度。因此，大液滴可以与小液滴碰撞并结合形成更大的液滴，称为碰并过程。当液滴变得足够大以致其向下的速度（相对于周围的空气）大于周围空气的上升速度（相对于地球）时，液滴可以通过降水落到地面上。在伯吉朗过程占主导地位的混合相云中，碰撞和凝结并不重要。形成冷云的主要过程是冻结过程。当过冷液体滴与固体颗粒物碰撞或者接触固体表面时，过饱和液滴就会逐渐冻结，形成冰晶颗粒。
目前，人们对云的形成和发展的确切机制尚未完全了解，但科学家们可以通过研究单个液滴的微物理学过程来推演大气中云形成与发展的理论。天气雷达和卫星技术的进步也使科学家们得以对云进行大量更为细致和复杂的研究。同时，部分类似的方法论还可以应用到大气气溶胶相关的研究内容。

## 历史
现代云物理学始于19世纪，并在几篇出版物中给出了描述。奥托·冯·格里克提出云层是由水泡构成的。1847年，奥古斯塔·沃勒（Augustus Waller）用蜘蛛网在显微镜下观察液滴。
这些观察结果由威廉·戴恩斯（William Henry Dines）于1880年和理查德·阿斯曼（Richard Assmann）于1884年分别证实。

## 云粒子的形成过程

### 水汽源
大气中，水蒸气的来源主要有五种。第一，水分或潮湿的地面风汇聚到存在上升气流的区域。第二，从更高层大气落下的降水或幡状云也能提高水汽含量。第三，白天太阳的加热导致水从海洋、水体或湿地的表面蒸发。第四，植物的蒸腾作用是另一个典型的水蒸气来源。最后，凉爽或干燥的空气在温暖的水面上移动也会变得更加潮湿。大气中增加的水汽会同时增加大气中的热量和不稳定性，并推动云或雾的形成过程。

### 过饱和
在一定体积时，随着温度的升高，水分可以以蒸气的形式增加。当水蒸汽的量在水平面上平衡时，蒸气压的水平即为饱和，此时相对湿度为100％。在这种平衡状态下，从水中蒸发出一定数量的水分子，会从水蒸气中凝结回相同数量的水分子入水中。如果相对湿度大于100％，则称为过饱和。只有在不存在云凝结核的情况下会发生过饱和。
饱和蒸气压与温度成比例，冷空气的饱和蒸气压低于暖空气，这便是形成云的基础。当饱和空气冷却时，它所能容纳的水蒸汽体积会有所下降。正常情况下，多余的水蒸汽将从空气中冷凝成液态水直到达到较低的饱和点。但是根据科勒定律，即使蒸汽超过饱和点，纯净的水蒸气也很难直接自发凝结为液滴，往往仍保持蒸汽状态，这就导致了过饱和现象的出现。
由于云凝结核的普遍存在，所以在大气中很少出现超过1-2％的过饱和度。干净的空气中可能有更高的过饱和度，更高的过饱和度是云室的基础。
但没有任何仪器可以直接测量云中的过饱和度。

### 过冷水与核化（成核）过程
水滴有时在远低于0°C（32°F）时也不会冻结，这种情况下它就被称为过冷水。可能存在于大气液滴中的冰核会根据核的几何形状和组成，在0°C（32°F）至-38°C（-36°F）之间的特定温度下形成冰晶。如果没有冰核，过冷液滴（以及非常纯的液态水）可以存在至约-38°C（-36°F），此时将会自发冻结。
云冰颗粒的形成过程一般称为核化（成核）过程（nucleation），分为同质核化（homogenous nucleation）和异质核化（heterogeneous nucleation）。
同质核化指过冷水自发冻结的过程。这个过程在极低的气温下才可以发生，除了水不涉及任何其他物质，因此称“同质”。
异质核化指过冷水经过与其他物质接触，表面张力不再维持而冻结的过程。绝大部分冰晶颗粒都是通过异质核化形成。异质核化的具体方式多种多样，液滴接触冻结核（ice nucleation particle，INP）而冻结的方式最为常见，此外还有沉降核化、粘连过程、浸润过程、凝华过程等。

### 凝结过程

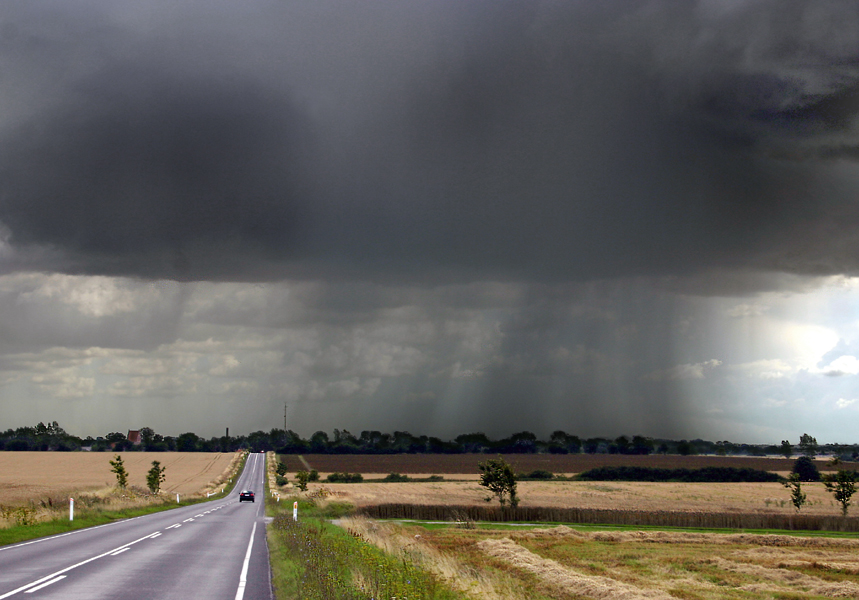
丹麦的夏季暴雨。几乎黑色的底部表示主云可能是积雨云。

#### 绝热冷却：潮湿空气团抬升
当水从地球表面的区域蒸发时，该区域上的空气变得潮湿。潮湿的空气比周围的干燥空气轻，造成不稳定的情况。当有足够的潮湿空气积聚时，所有潮湿的空气都会以团状的形式上升，而不会与周围的空气混合。随着沿着表面形成更多的潮湿空气，该过程重复，导致一系列离散的潮湿空气团，并形成云层。
当三种可能的抬升剂中的一种或多种——气旋、锋、对流或地形引起含有不可见水蒸汽的空气升高并冷却到其凝结点，即空气饱和的温度时，就会发生形成液滴这一过程。这个过程背后的主要机制是绝热冷却。大气压会随海拔升高而降低，所以上升的空气在消耗能量并导致空气冷却的过程中膨胀，这使得水蒸气凝结成云。饱和空气中的水蒸气通常被吸引到云凝结核，例如粉尘和盐颗粒，其足够小以通过空气的正常循环而被保持在一定的高度上。云中的水滴的正常半径约为0.002毫米（0.00008英寸）。只要云中的上升空气的速度等于或大于液滴的最终速度，液滴就可能会碰撞形成较大的液滴，液滴就可以保持一定的高度。
对于非对流云，冷凝开始发生的高度称为抬升凝结高度（LCL），其大致决定了云底的高度。自由对流云通常在对流凝结高度（CCL）的高度形成。饱和空气中的水蒸汽通常被吸引到冷凝核，例如通过空气的正常循环而维持足够高的高度的盐颗粒。如果冷凝过程发生在对流层内的冰点以下，则有助于将蒸气转化为非常小的水滴。形成在冰点以上的云层主要由过冷液滴组成，而在较高海拔处凝结的空气通常呈冰晶的形式。在冷凝水平以上的情况下不存在足够的冷凝颗粒，导致抬升的空气变得过饱和，并且倾向于抑制云的形成。

##### 锋面或气旋式抬升
锋面或气旋式上升在其最纯净的情况下发生，当稳定的空气已经受到很少或没有表面加热时，在锋面或低压中心被迫抬升。与热带气旋有关的暖锋往往会在广阔的地区产生卷状云和层状云，除非附近的暖气是不稳定的，在这种情况下，积云或积雨云将通常埋在主凝结云层中。冷锋通常移动得更快，并产生更窄的云层，这些云层主要是层状的，积状的或者是累积型的，这取决于刚好在冷锋前面的暖空气块的稳定性。

##### 对流抬升
另一种云形成方式是由表面水平或相对较高的绝对湿度下的大量日间太阳能加热引起的浮力对流向上运动。太阳辐射的短波辐射在到达地球表面时被反射就成为长波辐射。该过程使靠近地面的空气加热，并通过从表面层的暖或热到高处的较冷的温度梯度来增加空气质量的不稳定性。这使它升高和冷却，直到与周围空气高空热传递平衡为止（温度基本相同）。中等不稳定性允许形成中等尺寸的累积云，如果空气质量足够湿，则可产生小阵雨。典型的对流上流可能允许液滴在凝结成云滴之前生长到约0.015毫米（0.0006英寸）的半径。这些液滴的当量直径约为0.03毫米（0.001英寸）。
如果表面附近的空气变得非常温暖和不稳定，其向上运动可能变得相当强劲，极有可能形成导致极端天气的积云状云层。由于组成云团的微小水粒子一起形成雨滴，它们因受到重力而落下来。液滴通常会在冷凝水平以下蒸发，但强劲的上升气流（即风）缓冲下落的液滴，并且可以将它们保持在比它们以前更长的时间。暴力的上升气流可以达到高达180英里每小时的速度（290表面附近的空气变得非常温暖和不稳定，其向上运动可能变得相当爆炸，导致高耸的累积云层，可能导致恶劣天气。由于组成云组的微小水粒子一起形成雨滴，它们被重力拉下来。液滴通常会在冷凝水平以下蒸发，但强劲的上升气流缓冲下落的液滴，并且可以将它们悬浮得比它们以前更长时间。强劲的上升气流可以达到的速度最大可达290千米每小时（180英里每小时）.雨滴悬浮得越久，它们就有更长的时间聚集为更大的液滴，最终会以暴雨的形式坠落。
承载在冰点以上的雨滴首先变冷，然后冻结成小冰雹。一个冷冻冰核可以通过其中一个上升气流来攒到1.3厘米（0.5英寸）的尺寸，并可以在几个上升气流和下降气流之间循环，最后变得十分沉重，接着以冰雹的形式落在地面上。切成一半的冰雹呈现出洋葱般的冰层，当它穿过一层超冷水之后，就能够显示出不同的时刻形成的冰层。目前发现冰雹直径可达18厘米（7英寸）。
对流抬升还可能发生在远离任何一个锋的不稳定的空气中。然而，非常温暖的不稳定空气也可能存在于锋和低压中心周围，由于锋和对流提升剂的组合，通常会产生更重和更活跃集中的累积云和积状云。与无锋对流上升一样，增加的不稳定性会促进垂直云的向上生长，并增加出现恶劣天气的几率。在比较罕见的情况下，对流升力可以强大到影响到对流层的顶部，并将云顶推入平流层。

##### 地形隆起
抬升的第三个来源是风力循环，迫使空气在碰到物理障碍物（例如山脉）后抬升。如果空气比较稳定，就不会形成透镜盖云。然而，如果空气变得足够潮湿和不稳定，可能会出现阵雨或雷暴雨。

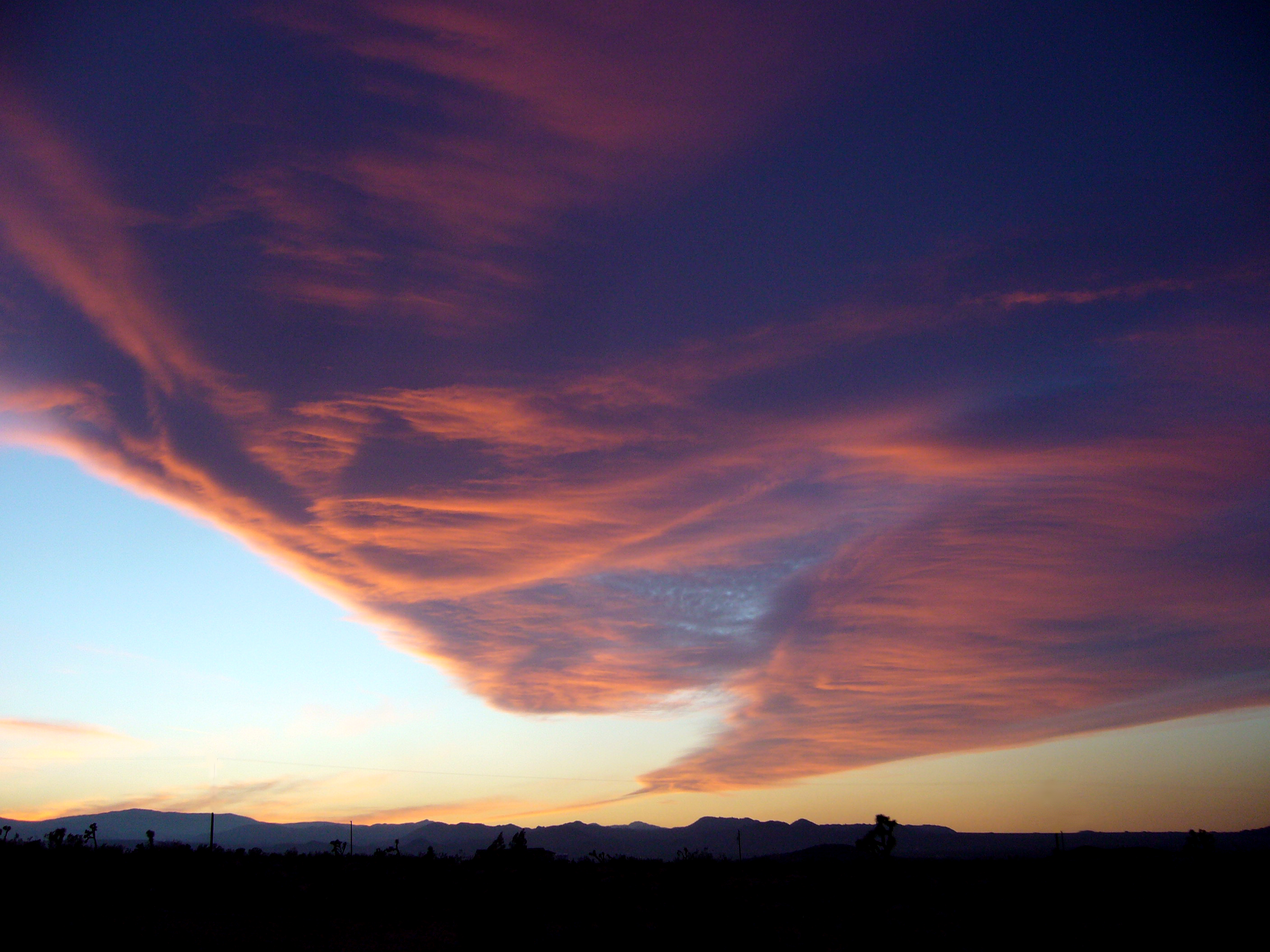
有风的晚上薄雾被特定角度的太阳光增强，可以在视觉上形成由地形抬升引起的龙卷风的错觉。

#### 非绝热冷却
除了需要抬升剂的绝热冷却之外，还有三种主要的机制可以将空气的温度降低到凝结点，这些机制都会在空气表面附近发生，并且不需要任何空气的抬升。导热，辐射和蒸发冷却可导致表面冷凝，导致雾的形成。导电冷却发生在来自相对温和的源区域的空气与更冷的空气表面接触时，比如温和的海洋空气向较冷的陆地区域移动。辐射冷却的发生则通过空气或下表面的红外辐射的发射。这种冷却方式在天空清澈的夜晚很常见。当通过蒸发将湿气加入到空气中时，会发生蒸发冷却，这迫使空气温度冷却至其湿球温度，有时或可达到饱和点。

### 碰并过程
解释云中单个液滴的行为导致降水形成的一个理论是碰并过程。悬浮在空气中的水滴将彼此相互作用，通过相互碰撞和反弹，或通过组合形成较大的液滴。最终，水滴变得足够大，使得它们通过降水落到地球上。碰并过程并不是云层形成的重要部分，因为水滴具有较高的表面张力。此外，碰并的发生与夹带混合过程密切相关。

### 伯吉朗过程
托尔·伯吉朗发现了形成冰云的主要机制。 伯吉朗指出，水的饱和蒸气压（一定体积内可以含有多少水蒸气）取决于蒸气与水滴还是冰颗粒相互作用。具体地说，冰的饱和蒸气压低于水的饱和蒸气压。当与水滴相互作用时，与水滴相互作用的水蒸气可能在相对湿度为100%下饱和，但是当与冰颗粒相互作用时，相同量的水蒸气将变成过饱和。水蒸气将试图恢复平衡，因此额外的水蒸气会凝结成冰颗粒的表面。这些冰颗粒最终将作为较大冰晶的核。该过程只发生在0°C（32°F）和-40°C（-40°F）之间的温度下。低于-40°C（-40°F），液态水会自发成核并冻结。水的表面张力允许液滴在远低于其正常凝固点的温度保持液体状态。当这种情况发生时，水则称作过冷液态水。贝格龙过程依赖于与冰核相互作用的过冷液态水形成较大的颗粒。如果冰核的量比过冷液态水的量少太多，则不能形成液滴。科学家用人造冰核来鼓励降水的过程称为人工降雨。这可以有助于造成云层降水，否则可能就不会下雨。人工降雨增加了过量的人造冰核，其平衡移动，使得冰核的数目增多。过量的云将形成许多粒子，但每个都将非常小。这可以作为面临冰雹风险时的预防措施。

## 云的类型
最接近地球的大气层对流层中的云根据发现的高度及其形状或外观进行分类。基于物理结构和形成过程有五种类型。卷状云高，薄而脆弱，并且在有组织的天气干扰的前沿被最广泛地观察到。层状云是非对流的，并且呈现广泛的片状层，从薄到非常厚，具有相当大的垂直发展。它们主要是大规模抬升稳定空气的产物。不稳定的自由对流积状云主要形成于局部堆积。有限对流的平流层状云是以卷或波纹形式出现的累积和层状特征的混合物。高度对流的积云型云层具有复杂的结构，通常包括圆顶和层状配套云。
这些形式可以按照海拔或级别划分为十个云属类型，并可以分为种属和次要属。高层云层高5至12公里。所有的卷积云都被归类为高级云，因此构成卷云一个云属。对流层高层的层状和层状云在其英文名称有前缀cirro-，构成卷层云和卷积云属。类似的，在中等级别（海拔为2到7公里）中发现的云带名称有前缀alto-，构成高层云和高积云两个云属。
低级云层没有与高度相关的前缀，因此海拔大约2公里或更矮的层状和层状云被简称为层云和层积云。几乎没有垂直发育小积云也普遍被分为低水平。
累积和积雨堆积和深层层往往占据至少两个对流层，其中最大或最深的可以占据全部三个层。它们可能被分类为低级或中级，但也通常被分类或描述为多级或垂直。雨层云是层状云，具有足够的垂直高度以产生显著的降水。高耸的积云和积雨云可以从距离地表大约三公里附近到中等高度形成。在垂直发展的云层中，积雨云型是最高的，几乎可以跨越整个对流层，从地面几百米到对流层顶。制造雷暴的是云。
一些卷积云可以形成在对流层以上的极高水平，大部分位于地球极地之上。极地平流层云可以被看到，但很少在冬季十八至三十公里的高度出现，而在夏季，高纬度地区会在76至85公里的高度范围内偶尔形成夜光云。
| 形式和级别   | 层状云             | 卷状云                          | 层积云              | 积云                    | 爆米花状积云       |
| ------------ | ------------------ | ------------------------------- | ------------------- | ----------------------- | ------------------ |
| 极限水平     |                    | 夜光云Noctilucent（极地中气层） |                     |                         |                    |
| 非常高的水平 |                    | 极地平流层云Polar stratospheric |                     |                         |                    |
| 高水平       | 卷层云Cirrostratus | 卷云Cirrus                      | 卷积云Cirrocumulus  |                         |                    |
| 中水平       | 高层云Altostratus  |                                 | 高积云Altocumulus   |                         |                    |
| 低水平       | 层云Stratus        |                                 | 层积云Stratocumulus | 淡积云Cumulus humilis   |                    |
| 多级/垂直    | 雨层云Nimbostratus |                                 |                     | 中积云Cumulus mediocris |                    |
| 垂直         |                    |                                 |                     | 浓积云Cumulus congestus | 积雨云Cumulonimbus |

大气层类型包括10个对流层属和两个对流层以上的主要类型。积云包括三种表示垂直尺寸的种属。

## 云参数的测量
许多地面雷达和地球观测卫星都配备有收集如云量、高度、红外发射率、可见光深度、云冰含量、云水含量、云粒子有效粒径以及云顶温度和压力等数据的设备。

### 检测
使用卫星携带的遥感设备（如MODIS，CALIOP，POLDER，IIR或ATSR）收集云属性的数据。这些仪器可以直接测量云的辐射，根据不同波段的辐射数据作进一步处理得到相关参数。这种处理方法被称为“遥感反演”。
卫星遥感监测云参数的原理是云层比地表显得更亮更冷。因此，在诸如海洋或冰面的明亮（高反照率）表面上观测云的难度会增加。

### 具体参数
卫星观测误差和误差范围因仪器而异。因此，如果分析的参数对于不同的仪器具有相似的值，则可接受的真实值在相应数据集给出的范围内。
曙光女神计划使用以下数量来比较来自不同卫星数据的误差，以便建立对云属性的可靠量化：
- 云量的值介于0和1之间
- 云顶温度在150〜340K之间
- 云层压力在1013〜100hPa之间
- 云海拔高度在0至20公里之间
- 云红外发射率的值介于0和1之间，全球平均值约为0.7
- 由云红外辐射率加权有效云量，全球平均值为0.5
- 云（可见）光学深度在4和10的范围内
- 用于云粒子的液体和固体（冰）相的云水路径
- 液体和冰的云有效粒度范围为0至200μm

### 冻结参数
另一个重要的可测量属性是各高度各云种类的冻结参数，这对飞行的安全性有很大的影响。用于确定这些特征数据的方法包括：利用CloudSat卫星数据进行数据分析和数据检索来确定冻结条件；利用几何方法和反射率数据确定云的位置；利用云分类数据来识别云类型；还有沿着CloudSat卫星轨迹测量云垂直温度分布（全球天气预报系统GFS）。
达到冻结条件的温度范围可以根据云的类型和高度等级来定义：
- 对于低空的积云和层云，引起冻结的范围为-10至0°C。
- 对于中等高度的高积云和高层云，在-20至0°C能冻结。
- 而对于垂直或多级的积云，积雨云和雨层云，可在-25至0°C的范围内冻结。
- 而位于高空的卷云、卷积云和卷层云因为主要由冰晶组成，比-25°C更冷，过冷液滴较少，所以通常不会冻结。[36]

### 凝聚和溶解
压力存在于各种均匀层（包括对流层，平流层和中间层）中，可以影响云的结构完整性。然而，只要空气保持饱和，将物质分子保持在一起的内聚力的自然力（实质为引力）可以防止云结构完整性遭到破坏。当绝热冷却过程停止并且空气的向上升力被沉降代替时，可能会发生云的消解，导致空气一定程度的绝热变暖，并可能进一步导致云滴或冰晶转化为不可见的水蒸气。诸如风切变和下降气流的强大作用力可能会影响云，但这些力主要局限于几乎所有地球天气发生的对流层。一团典型的积云重约500公吨，约为100只大象的重量。